# (41206) Sciannameo
(41206) Sciannameo est un astéroïde de la ceinture principale.

## Description
(41206) Sciannameo est un astéroïde de la ceinture principale. Il fut découvert le 27 novembre 1999 à Polino par l'observatoire Polino. Il présente une orbite caractérisée par un demi-grand axe de 2,63 UA, une excentricité de 0,19 et une inclinaison de 14,2° par rapport à l'écliptique.

## Compléments